# Kristianstads centralstation
Kristianstads centralstation eller Kristianstad C er jernbanestationen i Kristianstad, den indviedes i 1865 og er tegnet af arkitekten Claes Adelsköld. Stationen trafikeres af Øresundstogene mellem Karlskrona og København samt pågatågene til Helsingborg og Hyllie. Stationen er en rebroussementsstation, hvilket indebærer at alle tog som ikke har Kristianstad som endestation skal ændre færdselsretning her. Undtagelsen herfra er dog godstog til og fra Åhus, som kan køre direkte videre.

## Historie
Stationshuset opførtes i 1865 og er en toetagers murstensbygning i skiftevis røde og gule mursten. I årene 1865 til 1917 fandtes der endog en tilhørende banegårdshal konstrueret i træ. I 1917 erstattedes banegårdshallen med gangtunnel og trappehus, og stationshuset samt godsmagasinet ombyggedes i årene 1917 til 1918 efter stadsarkitekt Per Lennart Håkanssons projekt. Forbindelse mellem perronplatformene foregik gennem tunnellen frem til 1983, hvor den afvikledes og fyldtes til. Værkstedsbygningerne opførtes i 1908, remisen over to etaper i 1912 og 1914 og vandtårnet i perioden 1913 til 1916. Stationen var tidligere et større trafikknudepunkt, og foruden passagertrafik til Hässleholm og Karlskrona var der også passagertrafik til Åhus, Hörby og andre mindre byer. Stationshuset erklæredes byggnadsminne i 2001.

## Billeder
- Jernbanens vandtårn fra 1914 med byens vandtårn fra 1965 i baggrunden